# IMG Academy/Absolventen
Auflistung von bekannten Absolventen der IMG Academy in Bradenton, Florida, an der jährlich tausende Athleten trainieren.

## Baseball
- Jamie Moyer
- Nomar Garciaparra
- Mark Buehrle
- Joe Mauer
- Joey Votto
- Josh Hamilton

## Basketball
- Earl Clark[2]
- Renaldo Balkman[3]
- Michael Beasley[4]
- Erick Dampier
- Anfernee Simons

## American Football
- Anquan Boldin
- Eli Manning
- Heath Miller
- Cam Newton
- Chad Pennington
- Dominique Rodgers-Cromartie
- Tony Romo
- Alex Smith
- Benjamin Watson
- Russell Wilson

## Tennis
Tennisspieler
| - Andre Agassi - Paul Annacone - Jimmy Arias - Younes El Aynaoui - Boris Becker | - Philip Bester - Björn Borg - Jim Courier - Thomas Enqvist - Brian Gottfried | - Tommy Haas - Mark Knowles - Aaron Krickstein - Jesse Levine - Xavier Malisse | - Paul-Henri Mathieu - Tim Mayotte - Maks Mirny - Kei Nishikori - Nicolás Pereira | - Mark Philippoussis - Marcelo Ríos - Greg Rusedski - André Sá - Pete Sampras | - David Wheaton |

Tennisspielerinnen
| - Sandra Cacic - Jennifer Capriati - Jelena Dokić - Sara Errani - Mary Joe Fernández | - Tatiana Golovin - Daniela Hantuchová - Martina Hingis - Anke Huber - Jamea Jackson | - Jelena Janković - Anna Kurnikowa - Michelle Larcher de Brito - Sabine Lisicki - Mirjana Lučić | - Iva Majoli - Tara Moore - Mary Pierce - Raffaella Reggi - Monica Seles | - Marija Scharapowa - Alexandra Stevenson - Nicole Vaidišová - Caroline Vis - Heather Watson | - Serena Williams - Venus Williams - Fabiola Zuluaga |

## Fußball
| - Freddy Adu - Jozy Altidore - Bryan Arguez - Eric Avila - DaMarcus Beasley - Kyle Beckerman - Jonathan Bornstein - Wilmer Cabrera Jr. - Bobby Convey - Landon Donovan | - Eddie Gaven - Joseph-Claude Gyau - Amaechi Igwe - Aron Jóhannsson - Perry Kitchen - Eric Lichaj - Justin Mapp - Jack McInerney - Oguchi Onyewu - Heath Pearce | - Robbie Rogers - Josh Sargent - Brek Shea - Jonathan Spector - Danny Szetela - Kirk Urso - Preston Zimmerman - Erika Tymrak - Joseph Gyau - Anne Mäkinen |